# Plone
Plone — открытая система управления содержанием (CMS). Работает с использованием сервера приложений Zope, написанного на языке программирования Python.
Plone может быть использован в качестве интернет- и интранет-веб-сервера. Область применения системы очень широка: от простых страниц до громоздких корпоративных порталов, рассчитанных на внутреннее и внешнее использование.
Проект начал работу в 1999 году и стал одной из самых популярных систем публикаций. В 2004 был образован фонд «Plone», которому были переданы авторские права на продукт.
В России Plone активно начал использоваться после выхода версии 2.0, в которой была реализована удобная система перевода на другие языки (по данным на декабрь 2006 года).

## Описание системы
Основными преимуществами Plone можно считать:
- Простота использования — новый полноценный сайт можно создать за несколько минут (при условии, что Plone и платформа Zope, на которой он работает, уже установлены и сконфигурированы);
- Простота установки — используя установщик, можно установить Plone за несколько минут;
- Использование стандартов — все визуальные компоненты Plone созданы с использованием XHTML, CSS2 и JavaScript. Дизайн MediaWiki (Monobook) создан на основе стилей Plone;
- Открытость — Plone является программным обеспечением с открытыми исходными кодами, что позволяет при наличии соответствующих специалистов вносить изменения в код;
- Поддержка языков — на Plone можно создавать сайты с одновременной поддержкой множества языков, включая использующие арабскую письменность или иероглифическое письмо. Пользователи будут видеть сайт на языке, заданном в настройках веб-браузера. Plone поддерживает более 40 языков:[3];
- Независимость — дистрибутивы Plone поставляются для многих операционных систем, включая Linux, Microsoft Windows, Mac OS X, Solaris, BSD;
- Наличие поддержки — кроме большого англоязычного сообщества в России поддержкой Plone занимаются несколько компаний и множество специалистов;
- Расширяемость — создать свой уникальный сайт с уникальным набором компонентов можно очень просто и быстро. Для Plone и Zope существуют сотни продуктов-расширений.

## Возможности
Plone 3 имеет следующие основные возможности.
1. Встроенное (inline) редактирование
2. Поддержка рабочей копии
3. Проверка ссылок
4. Автоматическая блокировка и разблокировка редактируемого содержимого
5. Удобная совместная работа и разделение ресурсов
6. Версии, история правок и откатка содержимого
7. Удобный и мощный визуальный редактор текста
8. Мощные средства для документооборота (workflow)
9. Гибкая система аутентификации
10. Полнотекстовое индексирование документов PDF, MS Word
11. Коллекции
12. Режим презентации для информационных материалов
13. Поддержка протокола sitemap поисковых машин
14. Поддержка нескольких языков разметки
15. Наличие Wiki
16. Автоматическая навигация предыдущий/следующий
17. Правила автоматической обработки для содержимого
18. Автоматическая генерация содержания
19. Портлеты
20. Профессиональная поддержка, разработка, хостинг[6], обучение
21. Быстрый поиск (LiveSearch)
22. Выдающаяся поддержка многоязычного содержимого
23. Публикация в заданное время
24. Читаемые URL
25. Гибкая навигация и актуальные карты сайта
26. Сжатие ресурсов (Javascript, CSS)
27. Интеграция с кешами
28. Упорядочивание содержимого перетаскиванием
29. Импорт и экспорт конфигурации сайта (XML)
30. Возможность местных правил рабочего цикла (workflow)
31. Настраиваемые шаблоны
32. Мощные готовые типы содержимого
33. Автоматическое форматирование содержимого для печати
34. Стандартные XHTML и CSS
35. Удовлетворение требований доступности содержимого (например, для людей с ограниченными возможностями)
36. Повсеместная поддержка RSS-каналов
37. Автоматическое масштабирование изображений
38. Богатая экосистема дополнительных продуктов сторонних производителей[7]
39. Кроссплатформенность
40. Наличие простых в использовании установщиков для многих платформ
41. Возможность комментирования любого содержимого
42. Поддержка микроформатов
43. Поддержка FTP и WebDAV
44. Горячее резервное копирование
45. Операции Вырезать/Копировать/Вставить над содержимым

## Системные требования
Для установки и администрирования Plone требует:
1. подключённый к сети Интернет или Интранет-сервер
2. консольный доступ к серверу (FTP недостаточно)
3. возможность запуска фоновых процессов — демонов
4. возможность открытия своего порта

Редактирование содержимого осуществляется через веб и не требует ничего, кроме веб-браузера, желательно, поддерживающего JavaScript.
Предустановленный Zope предлагают не все хостинг-провайдеры. Однако найти подходящий хостинг с предустановленным Python обычно не составляет проблем.
Установить и управлять сборкой Plone можно с помощью Buildout.

## Интересные факты
- На CMS Plone работает сайт ФБР.